# Рамоцва
Рамоцва или Рамоуца (англ. Ramotswa) — населённый пункт сельского типа в Юго-восточном округе Ботсваны. Располагается южнее столицы страны, города Габороне.

## Экономика и политика
Основной деятельностью в Рамоцва является производство пшеничной муки. Также производятся изделия из металла. Климат полупустынный, распространены саванны. Только пятая часть земель пригодна для сельского хозяйства, однако численность крупного рогатого скота, овец и коз очень велика.
Кгози Моцади Себоко — первая женщина, ставшая верховным вождём Рамоцвы. Себоко взяла на себя роль вождя городка и представителя Дома Вождей после смерти брата Кгози Себоко II в 2000 году. Её достижения были восприняты как победа над угнетением прав женщин в Южной Африке.

## Население
По данным переписи 2011 года население села составляет 28 952 человек. Является племенной столицей балете, небольшой этнической группы, отделившейся от племени нгуни.
Динамика численности населения села по годам:
| 1981   | 1991   | 2001   | 2011   | 2013   |
| ------ | ------ | ------ | ------ | ------ |
| 13 009 | 18 683 | 20 680 | 27 760 | 29 074 |